# Federico Magallanes
Federico Magallanes, né le 22 août 1976 à Montevideo, est un footballeur uruguayen.

## Biographie
Surnommé « el Pelusa », il évolue à Penarol et après s'exile en Europe à l'Atalanta, puis au Racing Santander. 
Il revient en Uruguay au Defensor Montevideo, le club du Parque Rodo. 
Il participe à la Coupe du monde 2002 en Asie et joue contre la France. Il compte 26 sélections avec l'équipe d'Uruguay.
Le 31 janvier 2007, il signe un contrat de 6 mois avec le Dijon Football Côte d'Or.

## Palmarès
- Champion d'Uruguay : 1994, 1995 et 1996 (CA Peñarol).